# Bouskene
Bouskene là một đô thị thuộc tỉnh Médéa, Algérie. Dân số thời điểm năm 2002 là 13.302 người.